# Конвой № 3902
Конвой № 3902 — японський конвой часів Другої світової війни, проведення якого відбувалось у вересні 1943-го.
Пунктом призначення конвою був атол Трук у центральній частині Каролінських островів, де ще до війни створили потужну базу японського ВМФ, з якої до лютого 1944-го провадились операції в цілому ряді архіпелагів. Вихідним пунктом став розташований у Токійській затоці порт Йокосука (саме звідси традиційно вирушала більшість конвоїв на Трук).
До складу увійшли транспорт «Кеншо-Мару» та переобладнаний канонерський човен «Чоко-Мару № 2 Го», а також допоміжні мисливці за підводними човнами CHa-9, CHa-16, CHa-17, CHa-31 та CHa-32 (останні слідували до нових місць служби в Океанії).
Загін вийшов із порту 2 вересня 1943-го, 5—6 вересня побував на Тітідзімі (острови Огасавара), а 10 вересня досягнув Сайпану (головна японська база в Маріанському архіпелазі), при цьому 9 вересня «Чоко-Мару № 2 Го» відокремився та попрямував на Трук, куди прибув 13 вересня.
13 вересня 1943-го конвой рушив з Сайпану. Хоча його маршрут пролягав через кілька традиційних районів патрулювання американських підводних човнів, проте в підсумку проходження відбулось успішно і 17 вересня конвой без втрат досягнув Труку.